# Hottentotta polystictus
Espèce
Synonymes
- Buthus polystictus Pocock, 1896

Hottentotta polystictus est une espèce de scorpions de la famille des Buthidae.

## Distribution
Cette espèce se rencontre en Somalie au Somaliland, à Djibouti et en Éthiopie,.

## Description
La femelle holotype mesure 55 mm.
Le mâle décrit par Kovařík et Lowe en 2020 mesure 42,77 mm et la femelle 52,82 mm, les mâles mesurent de 35 à 45 mm et les femelles de 40 à 55 mm.

## Systématique et taxinomie
Cette espèce a été décrite sous le protonyme Buthus polystictus par Pocock en 1896. Elle est placée dans le genre Stictobuthus par Vachon en 1949, dans le genre Buthotus par Vachon en 1952 puis dans le genre Hottentotta par Francke en 1985.

## Publication originale
- Pocock, 1896 : « Report upon the scorpions, spiders, centipedes and millipedes obtained by Mr and Mrs E. Lort. Phillips in the Goolis Mountains inland of Berbera, N. Somaliland. » The Annals and magazine of natural history, sér. 6, vol. 18, p. 178-189 (texte intégral).